# Levens (tổng)
Tổng Levens là một tổng của Pháp. Tổng này nằm ở tỉnh Alpes-Maritimes trong vùng Provence-Alpes-Côte d’Azur.

## Các đơn vị hành chính
Tổng Levens gồm các xã Tourrette-Levens, Levens, Colomars, Saint-Martin-du-Var, Aspremont, Castagniers, Saint-Blaise, La Roquette-sur-Var và Duranus.

## Lịch sử
| Ngày bầu cử | Tên               | Đảng | Tư cách                         |
| ----------- | ----------------- | ---- | ------------------------------- |
| 1934        | M. Joseph Raybaud |      | Thị trưởng của Levens           |
| 1967        | M. Joseph Raybaud |      | Thị trưởng của Levens           |
| 1979        | M. Joseph Raybaud |      | Thị trưởng của Levens           |
| 1985        | M. Joseph Raybaud |      | Thị trưởng của Levens           |
| 1989        | Dr Alain Frère    | RPR  | Thị trưởng của Tourrette-Levens |
| 1992        | Dr Alain Frère    | RPR  | Thị trưởng của Tourrette-Levens |
| 1998        | Dr Alain Frère    | RPR  | Thị trưởng của Tourrette-Levens |
| 2004        | Dr Alain Frère    | UMP  | Thị trưởng của Tourrette-Levens |

## Biến động dân số
| 1882                                         | 1926 | 1962 | 1968 | 1975 | 1982 | 1990 | 1999   |
|                                              |      |      |      |      |      |      | 17 969 |
| -------------------------------------------- | ---- | ---- | ---- | ---- | ---- | ---- | ------ |
| Số liệu từ năm 1990: Dân số không tính trùng |      |      |      |      |      |      |        |